# Bochalema
Bochalema – miasto w Kolumbii, w departamencie Norte de Santander.